# Поп (округ, Иллинойс)
Поп (англ. Pope County) — округ в штате Иллинойс, США. Официально образован в 1816 году. По состоянию на 2010 год, численность населения составляла 4470 человек.

## География
По данным Бюро переписи США, общая площадь округа равняется 968,661 км2, из которых 955,711 км2 — суша, и 5,500 км2, или 1,500 % — это водоёмы.

## Население
По данным переписи населения 2000 года в округе проживает 4413 жителей в составе 1 769 домашних хозяйств и 1220 семей. Плотность населения составляет 5,00 человек на км2. На территории округа насчитывается 2351 жилое строение, при плотности застройки около 2,00-ти строений на км2. Расовый состав населения: белые — 93,29 %, афроамериканцы — 3,76 %, коренные американцы (индейцы) — 0,79 %, азиаты — 0,27 %, гавайцы — 0,00 %, представители других рас — 0,45 %, представители двух или более рас — 1,43 %. Испаноязычные составляли 0,91 % населения независимо от расы.
В составе 27,50 % из общего числа домашних хозяйств проживают дети в возрасте до 18 лет, 57,80 % домашних хозяйств представляют собой супружеские пары, проживающие вместе, 7,60 % домашних хозяйств представляют собой одиноких женщин без супруга, 31,00 % домашних хозяйств не имеют отношения к семьям, 27,90 % домашних хозяйств состоят из одного человека, 13,30 % домашних хозяйств состоят из престарелых (65 лет и старше), проживающих в одиночестве. Средний размер домашнего хозяйства составляет 2,33 человека, и средний размер семьи — 2,84 человека.
Возрастной состав округа: 21,50 % — моложе 18 лет, 10,20 % — от 18 до 24, 23,80 % — от 25 до 44, 26,70 % — от 45 до 64, и 26,70 % — от 65 и старше. Средний возраст жителя округа — 41 год. На каждые 100 женщин приходится 102,60 мужчин. На каждые 100 женщин старше 18 лет приходится 101,20 мужчин.
Средний доход на домохозяйство в округе составлял 30 048 USD, на семью — 37 860 USD. Среднестатистический заработок мужчины был 33 717 USD против 20 074 USD для женщины. Доход на душу населения составлял 16 440 USD. Около 9,80 % семей и 18,20 % общего населения находились ниже черты бедности, в том числе — 21,40 % молодежи (тех, кому ещё не исполнилось 18 лет) и 8,40 % тех, кому было уже больше 65 лет.